# Creative Commons
Creative Commons — неприбуткова організація, що має на меті збільшення кількості творчих матеріалів, доступних для використання та розповсюдження. Організація розробила та оприлюднила декілька ліцензійних угод стосовно авторських прав, відомих як Ліцензії Creative Commons (англ. Creative Commons licenses). Ці ліцензії (залежно від обраної), застерігають лише певні права на авторську роботу.
Організацію заснували у 2001 Лоуренс Лессіг, Гал Абелсон та Ерік Елдред.

## Локалізація
Спочатку Creative Commons створювалися в умовах юридичної системи США. В той же час ліцензія могла бути несумісна з юридичними системами інших країн.
Для розв'язання даної проблеми був заснований проєкт iCommons (International Commons — міжнародні общини). На січень 2013 року Creative Commons адаптовані до юридичної системи 70 країн (Україна до їхнього числа теж входить), у багатьох інших країнах ведуться роботи по адаптації Creative Commons під умови місцевих юридичних систем.

## Контент, поширюваний під Creative Commons
Ліцензований на умовах Creative Commons контент розміщується у Internet Archive, Flickr, Вікісховищі та інших архівах інтернету.
Деякі найвідоміші твори, поширювані на умовах Creative Commons:
- Конспекти Массачусетського технологічного інституту
- Музика з архіву Jamendo.
- Матеріали з Публічної наукової бібліотеки (Public Library of Science, (PloS)).
- Проєкти фонду Вікімедіа, в тому числі Вікіпедія, Вікіновини та Wikitravel.
- Електронна версія книги «Вільна культура» Free culture [Архівовано 14 травня 2008 у Wayback Machine.] Лессига.
- Твори Корі Докторова (наукова фантастика).
- Фільми серії Star Wreck (повнометражні пародії на Зоряний шлях та Вавилон-5).
- OpenStreetMap

## Інструменти для пошуку матеріалів
- Сторінка пошуку на сайті Creative Commons [Архівовано 6 листопада 2008 у Wayback Machine.]
- Каталоги матеріалів Creative Commons [Архівовано 30 жовтня 2007 у Wayback Machine.]
- Пошук Creative Commons на Yahoo
- Розширений пошук Ґуґл [Архівовано 17 жовтня 2004 у Wayback Machine.] — слід обрати відповідну опцію в «правах використання».
- Браузер Mozilla Firefox має можливість пошуку матеріалів Creative Commons.
- Інтернет Архів — проєкт, на меті якого стоїть збереження мультимедійних ресурсів, зокрема і ресурсів, ліцензованих за умовами Creative Commons.
- Ourmedia — мультимедіа архів, підтримується Інтернет Архівом
- ccHost — Вебсерверне програмне забезпечення, що використовується ccmixter та Open Clip Art Library.